# Tanqueray
Tanqueray è una marca di gin Inglese commercializzato in tutto il mondo. Il marchio è detenuto dall'azienda alimentare britannica Diageo.

## Storia
Charles Tanqueray nacque nel 1810 a Tingrith, nel Bedfordshire, discendente da una famiglia francese di argentieri, trasferitasi in Inghilterra nel XVIII secolo; qui la famiglia cambiò mestiere e per tre generazioni si impegnarono in ambito religioso. Nel 1838, Charles Tanqueray ruppe con la tradizione e, dopo un approfondito studio delle erbe e vari anni di sperimentazioni, nel 1830 ideò la ricetta per un gin. La ricetta venne messa a punto e nel 1838 aprì con il fratello una distilleria, la "Edward & Charles Tanqueray & Co". La fabbrica e il relativo punto vendita erano situati in Vine Street, nel distretto di Bloomsbury a Londra, un'area nota in quel periodo, per le acque di sorgente.
Alla morte di Charles, avvenuta nel 1868, la compagnia passò sotto la direzione del figlio, allora ventenne, Charles Waugh Tanqueray. La politica del figlio puntava alla crescita, portando il gin Tanqueray ad essere venduto in botteghe d'alta fascia ed essere esportato nelle colonie. Nel 1897, prese contatto con Reginald C.W. Currie, capo della distilleria Gordon & Company. L'anno successivo le due compagnie si fusero nella Tanqueray Gordon & Company e la produzione venne trasferita in Goswell Road, distretto di Clerkenwell, sito della distilleria Gordon. Dopo la fusione l'attenzione venne focalizzata sul mercato statunitense, ancor oggi mercato principale del gin Tanqueray. Charles Henry Drought Tanqueray, divenne il primo dirigente della nuova compagnia.
Nel 1922 la compagnia si unì alla Distillers Company, un'organizzazione di distillatori scozzesi, acquisita nel 1986 dalla Guinness oggi gruppo Diageo.
Durante la seconda guerra mondiale la distilleria fu pressoché distrutta completamente. Dopo la campagna aerea contro Londra del 1941, solo uno dei distillatori (conosciuto come "Old Tom") si salvò, ed è tutt'oggi utilizzato nella distilleria di Cameronbridge, in Scozia. Il gin Tanqueray è per la maggior parte prodotto proprio in Scozia, a dispetto di quanto indicherebbe il nome "London dry gin", riferito al tipo di processo di distillazione.

## Prodotto

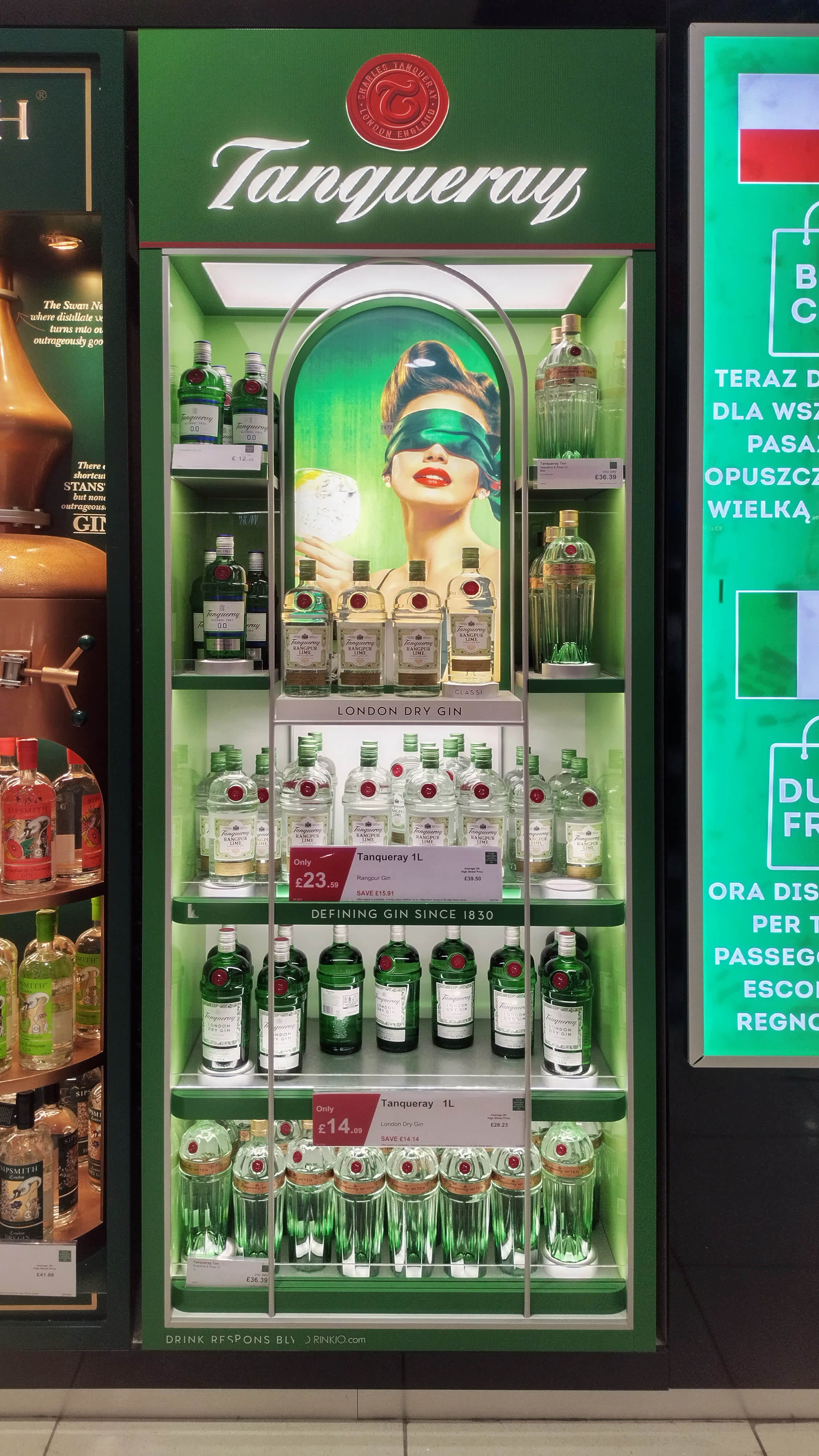
Espositore Tanqueray con diverse varianti del gin

Il gin Tanqueray è un classico London Dry distillato quattro volte in alambicchi di rame, tre delle quali in un unico alambicco e solo la quarta in un alambicco chiamato Old Tom. La ricetta, risalente al 1830, prevede l'uso di quattro botaniche principali: ginepro, coriandolo e angelica e liquirizia.

### Varianti
- Tanqueray London Dry Gin (1830): variante originale.
- Tanqueray Sterling Vodka (1989): vodka pura o al gusto di agrumi. Il suo mercato principale è quello statunitense.
- Tanqueray No. Ten (2000): variante superpremium del gin, delicato, equilibrato, con sentori agrumati e freschi, ideato principalmente per la realizzazione dei classici stirred, in particolare il Martini cocktail. Prende il nome dal distillatore in cui viene prodotto, il "Tiny Ten" È ottenuto attraverso un processo che prevede quattro distillazioni; durante l'ultima distillazione vengono infusi agrumi interi (arancia, pompelmo, lime) ginepro, coriandolo e fiori di camomilla, selezionati e lavorati a mano per 18 mesi. Ha vinto per tre volte il premio della categoria "miglior spirito bianco" al San Francisco World Spirits Competition, il quale ha inserito il Tanqueray No. Ten nella hall of fame. La bottiglia, ispirata ad un flacone di profumo, è a base ottagonale, in vetro verde e tappo in alluminio argentato e sigillo rosso. La bottiglia, nel 2014, è stata ridisegnata dall'agenzia londinese Design Bridge, la quale gli ha dato una forma più simile a quella della variante tradizionale, ma con uno stile più art déco, creando la base a forma di spremiagrumi, per richiamare il carattere esperidato, e dieci importanti scanalature, e usando vetro di tonalità verde più chiara. Il titolo alcolometrico è di 47,0°
- Tanqueray Rangpur Gin  (2006): introdotto in Maryland, Delaware e Washington nell'estate del 2006. Esso ha un forte gusto di lime, ed è ideale per long drink. Prende il nome dall'ingrediente principale, il lime Rangpur, originario dell'omonima regione bengalese. Oltre al lime, il Rangpur Gin presenta alloro, ginepro e zenzero. Ha vinto tre medaglie al San Francisco World Spirits Competition. La bottiglia presenta la classica forma a shaker, in vetro verde chiaro e con delle piccole decorazioni dal sapore indiano.
- Tanqueray Flor de Sevilla (2018): variante infusa con le rinomate arance di Siviglia. Ha un gusto forte, appena aspro e insieme dolce, con note agrumate unite a quelle del ginepro e del coriandolo. La gradazione è 41,3% vol. e il prezzo è di circa 25€.
- Tanqueray Blackcurrant Royale (2021): versione infusa con ribes nero francese e vaniglia. Ispirata dai viaggi in Francia del fondatore Charles Tanqueray, il gin è caratterizzato da un particolare colore viola brillante[4].
- Tanqueray 0.0% (2021): versione analcolica del London Dry. Lanciato nel marzo del 2021 nel Regno Unito e in Spagna, il lancio promozionale in Italia è avvenuto nel settembre del 2022, tramite una collaborazione con QC Terme[5]
- Tanqueray Flor de Sevilla 0.0% (2023): versione analcolica del Flor de Sevilla Lanciata nell'aprile del 2023 nel Regno Unito[6].

Esistono, inoltre, versioni non più in commercio perché la produzione è stata interrotta o perché in edizione limitata:
- Tanqueray Malacca Gin (1997-2004; 2013): creato come alternativa al London dry per soddisfare gli amanti del gusto "morbido", il Malacca è un gin Old Tom Style che ebbe scarso successo commerciale. Nel 2013, in seguito ad un'evoluzione del mercato, in particolare americano, il Malacca è stato riproposto al mercato in edizione limitata.
- Tanqueray Bloomsbury (2015): ispirato da una ricetta del figlio di Charles Tanqueray, Charles Waugh Tanqueray che prese possesso dell’azienda di famiglia all’età di 20 anni, dopo la morte del padre. La sua ricetta del Tanqueray Bloomsbury risale agli anni ‘80 del 1800, quando ancora la distilleria si trovava nel quartiere di Bloomsbury, a Londra. Bloomsbury Gin è caratterizzato da “prominenti note di ginepro toscano” miscelato con altre botaniche fra le quali troviamo coriandolo, angelica, cassia e santoreggia. La bottiglia presenta la firma di Charles Waugh Tanqueray assieme al marchio che porta le sue iniziali. Sono disponibili all’acquisto solamente 100.000 bottiglie, al prezzo di 32,99$.
- Tanqueray Lovage (2018): è una variante infusa con una pianta erbacea, il levistico (o sedano di monte) chiamato “lovage” in inglese. Il gin prende ispirazione da una ricetta storica di Charles Tanqueray, fondatore del brand, risalente al 1832 ed è stato messo a punto in collaborazione col famoso bartender Jason Crowley. Dalla gradazione del 47,3% vol. è descritto come “molto erbaceo, con note di sedano appena terrose, pur mantenendo lo stile gineproso e agrumato”. Pare che Tanqueray Lovage sia il primo gin mai realizzato ad avere il levistico fra le botaniche e ciò è stata una vera sfida per il master distiller. Circa centomila bottiglie di Tanqueray Lovage sono state distribuite tra Europa, Taiwan e Hong Kong e il prezzo è di circa 50 euro per un litro.

## Altri riferimenti
Il gin dà anche nome ad un gioco di carte nato in Francia nel XVII sec, il Doussy, che, arrivato oltremanica, fu rinominato proprio Tanqueray quando nelle distillerie di Kensington fu introdotta la variante di cambio che caratterizza ancora il gioco.